# Funeral

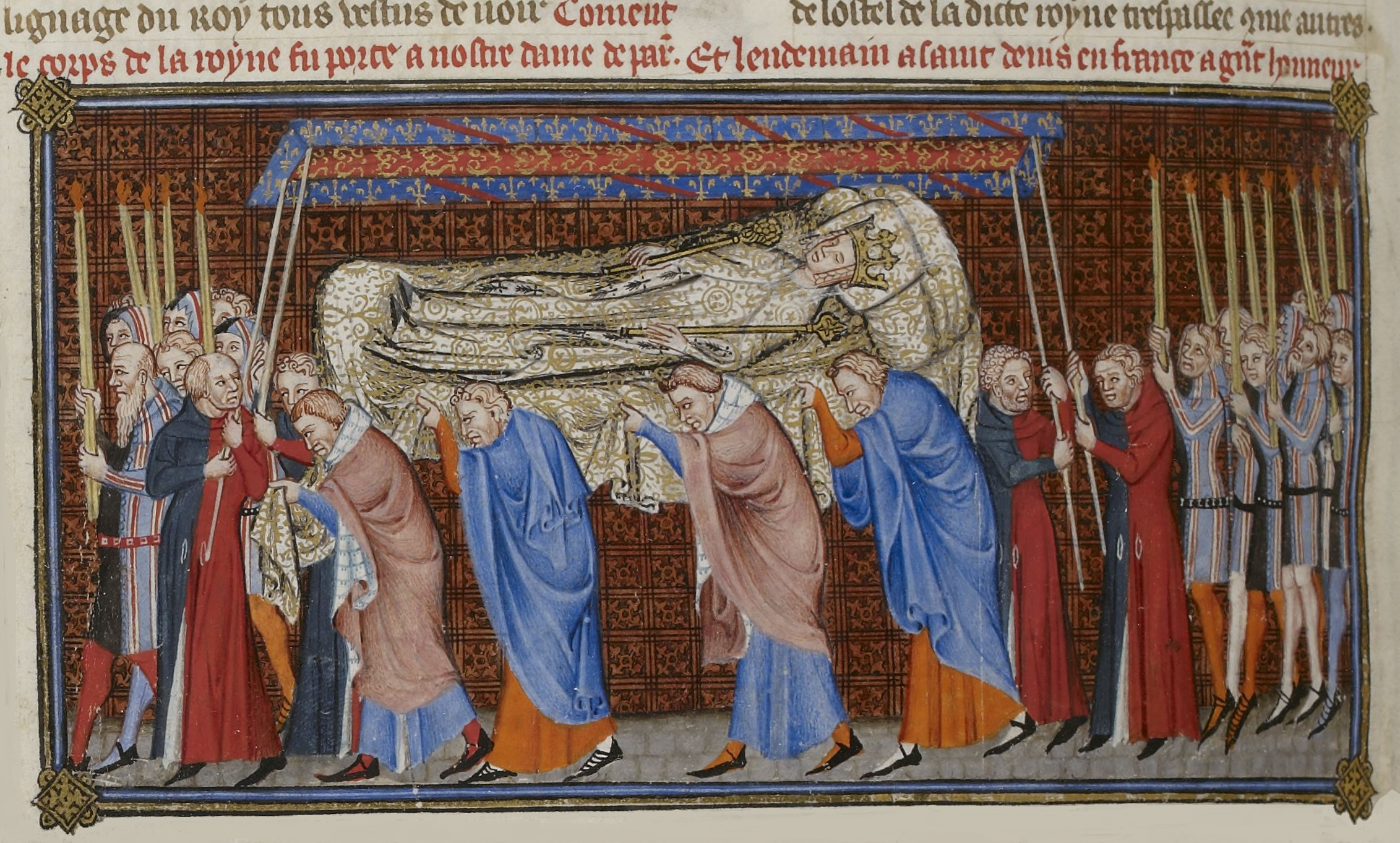
Funeral reial al s.XIV. De Joana de Borbó consort de Carles V de França.

Un funeral és la cerimònia funerària que acompanya i honora la mort d'una persona. Es van encetar a la prehistòria i cada cultura té els seus propis ritus associats, normalment segons la religió de la família del qui s'ha mort. Hi ha diversos elements que caracteritzen un funeral:
- l'enterrament o cremació del cadàver.
- els cants i himnes als déus o a la vida (modernament es poden substituir per cançons considerades belles o amb un sentit especial per al mort).
- el dol de les persones propenques, que es manifesta en signes externs.
- el record de la vida del mort (antigament es materialitzava en l'enterrament dels objectes que més usava durant la seva existència).
- la invocació del més enllà (si hi ha creença religiosa) o la pregària perquè l'ànima descansi en pau.

Els funerals tenen lloc a esglésies, cementiris, parcs o centres del lloc de població, segons la cultura. Es tracta de llocs públics i sagrats, per a socialitzar l'experiència de la mort i desenvolupar els ritus mortuoris.

## Història

### Antic Egipte

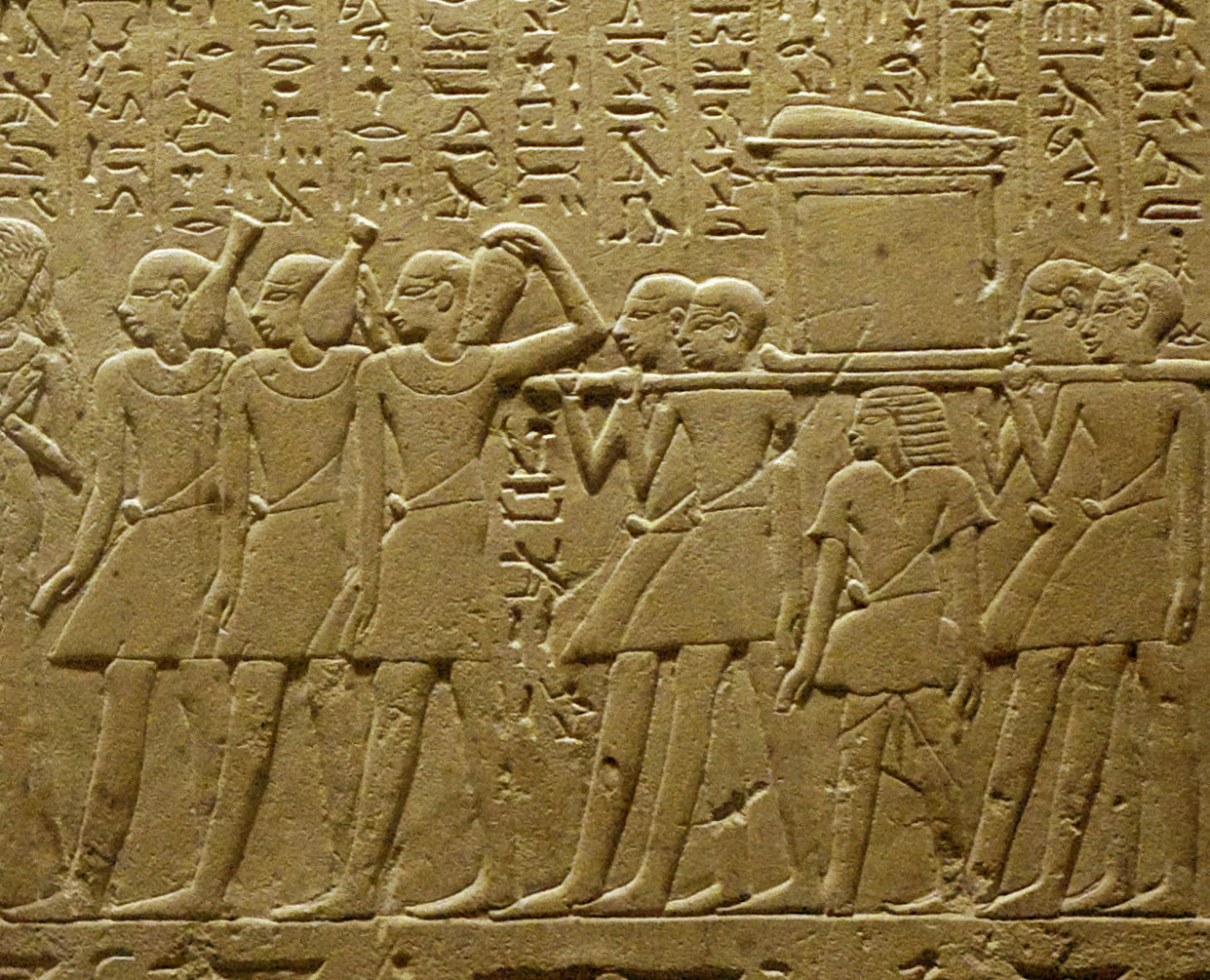
Processó funerària a Egipte

Els antics egipcis embalsamaven els cadàvers i els col·locaven encens, mirra i altres plantes aromàtiques a l'interior; després els dipositaven en un taüt o en un sarcòfag, i se'ls conduïa al cementiri dels seus avantpassats. Prop de cada població d'Egipte hi havia un cementiri. Els de Menfis i Tebes en van ser els més notables. El riu Nil feia de separació amb la població.
Quan una persona havia traspassat, els jutges investigaven sobre la seva vida, i si la seva conducta resultava exemplar, era transportar a l'altra riba del riu pel charon, és a dir, el barquer, com es denominava en llengua egípcia. La resta es dipositava simplement en una fossa anomenada Tàrtar.
Fins i tot els reis estaven subjectes a aquest costum. Si els difunts no havien pagat els seus deutes, se'ls negava la sepultura i els seus parents el conservaven a casa. Després de satisfer els creditors, se celebrava un magnífic funeral. Pel que fa als tirans, sacrílegs i traïdors, es deixaven els seus cadàvers abandonat als camps per tal que servissin d'aliment a les feres i animals de presa.

### Antiga Grècia
A Lacedemònia els funerals eren notables per la seva senzillesa: només quan se celebraven els dels guerrers morts per la pàtria, vestien els cadàvers amb una roba de color porpra, i es deixaven reclinats sobre un llit cobert de branques d'oliver; però no era costum plorar, ni tampoc cridar en públic, i les dones mai no ploraven pels difunts. D'una altra classe eren els obsequis oferts als reis: durant 10 dies, les dones amb el cabell solt deixaven caure gots o objectes de metall, moment en què proferien els seus crits. Els tribunals estaven tancats: no se celebraven reunions, i a la porta de cada casa, un home i una dona es cobrien amb vestits llòbrecs: passat aquest temps, el cos del monarca era conduït al sepulcre dels reis, en un llit guarnit amb teles de qualitat. Però si el príncep havia mort a la guerra, no es conduïa el seu cos a Esparta, sinó que se li donava sepultura en el camp de batalla, i quan tornada l'exèrcit, es posava en el seu lloc una estàtua de cera a la qual es retien els mateixos homenatges que al seu cadàver.
Els grecs donaven molta importància a l'enterrament dels morts. Creien que les ànimes no podien entrar als Camps Elisis fins que els seus cossos s'haguessin enterrat. A l'Odissea, per exemple, apareix l'ombra d'Elpènor que implora a Odisseu que enterri el seu cos. I Odisseu, quan es va veure a punt de naufragar, lamentava que no hagués caigut davant de Troia, ja que en aquell cas hauria obtingut una sepultura honorable. Aquest sentiment entre els grecs era molt fort, i es considerava un deure religiós tirar terra al damunt d'un cadàver si una persona se'l trobava sense enterrar. Entre els atenesos, si uns infants quedaven alliberats de l'obediència als seus pares indignes, tanmateix estaven obligats a enterrar-los per una de les lleis de Soló. Si una persona no enterrava als seus parents se l' feia un retret públic per part dels oradors que l'acusaven de no complir les seves obligacions morals, ja que l'enterrament del cadàver per part dels familiars dels difunts era considerat un deure religiós pels grecs. Les expressions habituals dels ritus funeraris, τὰ δίκαια (les coses justes), o νόμιμα (usual, habitual), indiquen que els difunts tenien una aspiració legal i moral de ser enterrats.

#### Funerals públics
Els funerals de caràcter públic foren establerts per Pèricles en honor d'aquells que havien mort en el camp de batalla: els seus ossos estaven exposats durant 3 dies en una tenda de campanya, on els cobrien amb flors, encens i perfums. El dia dels funerals es col·locaven les restes en 12 caixes de xiprer conduïdes per 12 vehicles de quatre rodes i un altre de buit, anomenat cenotafi, com a senyal de respecte per aquells dels qui no s'havia pogut trobar els cossos. D'aquesta manera, la comitiva fúnebre arribava al Ceràmic, districte d'Atenes, on un dels primers ciutadans pronunciava l'oració fúnebre.

#### Funerals privats
Els funerals privats tenien moltes cerimònies: en el moment en què la persona malalta expirava, el seu fill o parent més proper li tancava els ulls i li prenia l'anell. Immediatament se'l cridava en veu alta pel seu nom, per tal que tornés en si en el cas que la seva ànima no hagués sortit encara del seu cos. Després de rentat i ungit amb essències exquisides, se l'exposava en el vestíbul de la casa cobert amb una vestició blanca i amb els peus orientats cap a la porta, simbolitzant que estava a punt de realitzar el seu últim viatge. Prop del cos hi havia una un atuell amb aigua lustral, per tal que tots aquells que entraven a casa del difunt es purifiquessin en sortir. També hi havia un guardià que impedia els creditors que s'enduguessin el cos i obliguessin així els seus parents o amics a pagar els seus deutes. El nombre de dies durant els quals es vetllaven els difunts era diferent segons les riqueses i el rang que havien tingut en vida. Passats els dies de vetlla, la persona que feia de veu pública transitava pels carrets invitant a la reunió de la comitiva. Les persones distingides es col·locaven en els hexàfors i octòfors, és a dir, una espècie de baiards conduïts per sis o vuit homes.
El difunt acostumava a portar la cara descoberta. En els primers temps, les comitives fúnebres es realitzaven sempre de nit o abans de sortir el Sol, d'on prové el costum de portar canelobres i ciris en els funerals. Al capdavant de la comitiva fúnebre marxaven els flautistes que tocaven melodies llòbregues; els seguien els fills amb el cap cobert i després les filles amb els peus nus, el cap cobert i el cabell solt, i posteriorment els parents més propers i els amics. Quan una dona perdia el seu marit, es revestia de blanc com la vestició del difunt, i es tallava el cabell per posar-lo sobre el seu pit en el sepulcre o en la foguera, costum que durà poc temps, perquè fou reemplaçat per cobrir-los el cap amb cendra i terra molt fina.
Si el difunt havia estat un alt càrrec de la república, homes i dones portaven corones sobre el seu cap. Quan s'arribava al costat de la foguera o el sepulcre, es dirigien els ulls del difunt mirant cap al cel com a lloc de la seva última morada, posant-li en la boca una moneda per a Caront, amb un tros de pa per a Cèrber, el gos del barquer. Després se'l col·locava sobre una foguera elevada en forma d'altar o de forn i envoltada d'una doble filera de xiprers. Un dels parents més propers encenia el foc girant el cap. Antigament s'hi dipositaven els robatges, teles precioses i les despulles i el botí que el difunt havia pres a l'enemic, pregant als Vents que fessin que l'incendi fos ràpid. Així mateix, se sacrificaven bous i marrans per denotar el valor del difunt contra els enemics, alhora que la seva dolçor vers els seus conciutadans.
En els temps heroics s'immolaven els presoners de guerra, com a ofrena als Manes dels prínceps i generals. En temps posteriors, es vessava vi sobre les flames per tal d'apagar-les. Es recollien les cendres en una urna, que despréses col·locava sobre el sepulcre del difunt (d'aquí el nom d'urna cinerària), i el parent més proper oferia a la família i als amics un sopar, en el qual tots els convidats coronats amb semprevives celebraven les lloances del difunt.

### Antiga Roma
A Roma, els funerals van imitar en part els grecs i egipcis. Després que el malalt expirés, el seu parent més proper o la persona que havia enviudat li tancava els ulls i els llavis, fent-li l'últim òscul a la boca com per rebre'n l'ànima. Se li treia l'anell fins que se li portava a la foguera, i per conclamatio tothom el cridava repetides vegades per assegurar-se si estava mort de veritat, o si només patia de letargia. En ocasions es feien sonar campanes i trompetes per cridar-lo. Després es feia inscriure el nom del difunt en els registres libitinaris, on es pagava una moneda de plata. A les ordres d'aquests últims estaven els pollinctores, les persones encarregades de conservar i embalsamar els cadàvers. El difunt era vestit després amb una toga blanca si no havia exercit cap càrrec públic; en el cas que s'hagués elevat a la magistratura, se li col·locava un vestit de major dignitat i una branca de xiprer per purificar aquells que hi passaven. Prop d'ell estava constantment una persona per tal d'evitar que li preguessin res. El vuitè dia a la tarda, un herald vestit de dol anunciava pels carrers la reunió de la comitiva, en aquests termes: Exequias N. (pel difunt), L. Filii, quibus est commodum ire, tempus est, ollus (per ille ex ædibus effertur). Els parents i amics del difunt, i de vegades també el poble, s'acostaven llavors a la porta per formar part de l'acompanyament.
Entre els romans també era un deure molt solemne l'enterrament dels difunts. Si algú trobava un cos sense enterrar, com a mínim, havia de llançar-hi terra tres vegades, diuen Horaci i Quintilià. Si no es feien els ritus funeraris, l'ànima del difunt no podia ser rebuda entre les ombres, i vagava sense repòs per la terra segons Plaute i Tertul·lià.

## Funerals públics notables
A diferència de les persones sense cap distinció especial, els personatges públics poden gaudir de funerals públics, amb gran assistència d’admiradors i diverses formes de difusió dels actes.
Vegeu, a continuació, una mostra aleatòria de les cerimònies indicades.

### Funerals internacionals
- 1885. Victor Hugo.[10]
- 1948. Mohandas Gandhi.[11]
- 1953. Ióssif Stalin.[12]
- 2005. Joan Pau II.[13]

### Funerals als Països Catalans
- 1902. Mossèn Cinto Verdaguer.[14]
- 1926. Antoni Gaudí i Cornet.[15]